# Internazionali di Francia 1925
Gli Internazionali di Francia 1925 (conosciuti oggi come Open di Francia o Roland Garros) sono stati la 30ª edizione degli Internazionali di Francia di tennis, la prima aperta ai tennisti che non fossero francesi o residenti in Francia. Si sono svolti sui campi in terra rossa dello Stade Français di Parigi in Francia.
Il singolare maschile è stato vinto da René Lacoste, che si è imposto su Jean Borotra in tre set col punteggio di 7–5, 6–1, 6–4. Il singolare femminile è stato vinto da Suzanne Lenglen, che ha battuto in due set Kitty McKane. Nel doppio maschile si sono imposti Jean Borotra e René Lacoste. Nel doppio femminile hanno trionfato Suzanne Lenglen e Julie Vlasto. Nel doppio misto la vittoria è andata a Suzanne Lenglen in coppia con Jacques Brugnon.

## Seniors

### Singolare maschile
René Lacoste ha battuto in finale  Jean Borotra con il punteggio di 7–5, 6–1, 6–4.

### Singolare femminile
Suzanne Lenglen ha battuto in finale  Kitty McKane con il punteggio di 6–1, 6–2.

### Doppio maschile
Jean Borotra /  René Lacoste hanno battuto in finale  Henri Cochet /  Jacques Brugnon con il punteggio di 7–5, 4–6, 6–3, 2–6, 6–3.

### Doppio femminile
Suzanne Lenglen /  Julie Vlasto hanno battuto in finale  Evelyn Colyer /  Kitty McKane con il punteggio di 6–1, 9–11, 6–2.

### Doppio misto
Suzanne Lenglen /  Jacques Brugnon hanno battuto in finale  Julie Vlasto /  Henri Cochet con il punteggio di 6–2, 6–2.